# Alfredo Zanellato
Alfredo Zanellato (Mesola, 8 aprile 1931 – Lagosanto, 5 maggio 2021) è stato un pittore e scultore italiano.

## Biografia
Studia disegno presso l'Istituto artistico di Adria. 
Tiene la sua prima mostra nel 1957 a Mesola. Due anni dopo, allestisce una personale a Ferrara, grazie all'amica nonché mentore Mimì Quilici Buzzacchi.
Nel 1962 ottiene un prestigioso riconoscimento per una gara bandita dalla Columbia University. Questo fatto permette all'artista di esporre non solo nelle città più importanti americane, ma anche a Parigi, Mosca e Varsavia.
Fra i critici che hanno apprezzato lo stile dell'autore, si ricordano i numerosi interventi positivi redatti da Raffaele De Grada, Marcello Venturoli e da Cesare Zavattini.
I suoi soggetti più famosi sono le sedie, oggetti che rimandano al passato «impagliato e di un tempo perduto».
Nel 2018 Mesola organizza una mostra antologica presso il castello omonimo per celebrare la carriera illustre di Zanellato. Il pittore ha donato un'opera come gesto di ringraziamento al comune.